# Ренье, Родольфо
Родольфо Ренье (итал. Rodolfo Renier, 11 августа 1857, Тревизо — 8 января 1915, Турин) — итальянский филолог, лингвист, прозаик, редактор и литературный критик. Педагог. Медиевист.

## Биография
Происходил из древнего венецианского рода патрициев.
Обучался в Болонском университете у Д. Кардуччи, в университете Турина. В 1879 г. окончил Флорентийский университет. Ученик А. Бартоли.
С 1882 по 1914 г. преподавал романскую филологию в университете Турина.
Одним из самых выдающихся представителей исторического метода филологических исследований в Италии.
По воспоминаниям П. Тольятти :

Родольфо Ренье, читавший лекции, хотя это были последние годы его педагогической деятельности, — «колосс филологического исследования», воспитавший не в одном поколении молодёжи научную добросовестность, тщательность и точность в исследовании и, следовательно, искренность и серьёзность.— Авторы: Л. Ломбардо-Радиче, Д. Карбоне. «Жизнь Антонио Грамши».  Рипол Классик, 1953
В 1883 году вместе с Артуро Графом и Франческо Новати он основал и был редактором толстого журнала «Giornale storico della letteratura italiana», освещавшего вопросы истории итальянской литературы. В 1904 году основал вместе с Франческо Новати журнал «Studi medievali».
Автор более 50 опубликованных эссе и почти 300 литературно-исторических обзоров.
В 1906 году Туринская академия наук выдвинула Р. Ренье номинантом на Нобелевскую премию по литературе.

## Избранные произведения
- Il tipo estetico della donna nel Medio Evo, Ancona, 1885.
- Isabella d’Este Gonzaga, Roma, 1888.
- Mantova e Urbino (con A. Luzio), Torino / Roma, 1893.
- La cultura e le relazioni letterarie d’Isabella d’Este Gonzaga (con A. Luzio), Torino, 1903.
- Svaghi critici, Bari, 1910.